# テクニカルパン

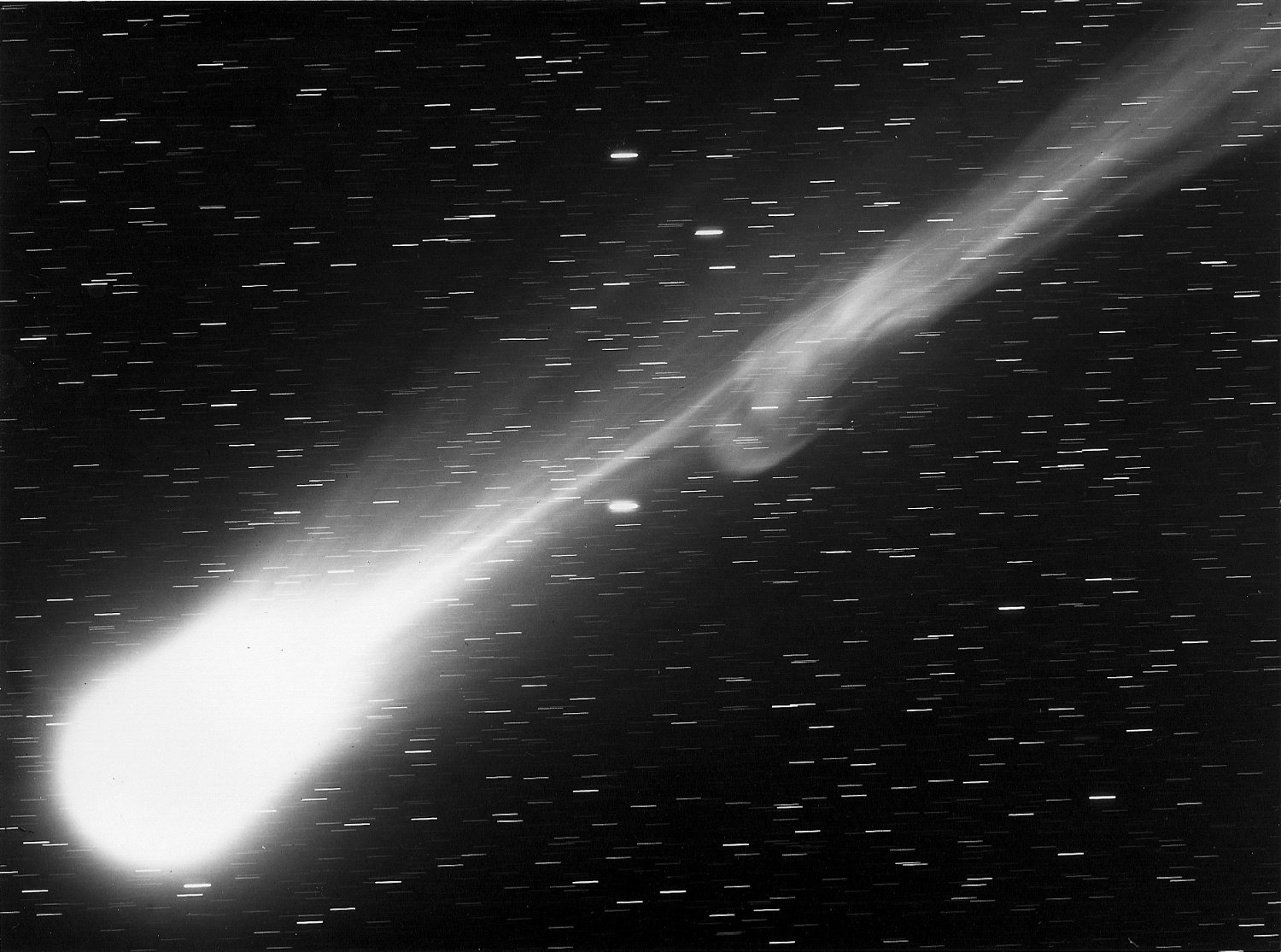
テクニカルパン6415で撮影した百武彗星

テクニカルパン（Technical Pan ）は複写用写真フィルムである。水素増感して天体写真や、軟調現像液を使用し一般撮影にも使用された。
コダックが市販していたソーラー・フレアパトロールフィルムSO-392、フォトマイクログラフィ・モノクロームフィルムSO-410を改良して緑感度と解像力を改善したテクニカルパンSO-115が発売された。
複写用に広く使われていた富士フイルムのミニコピーIIなみに超微粒子でありながら感度がISO125程と比較的高く、また分光感度が赤外線側に広く350nmから690nmまでほぼ均一な感度を持っており、このため三色分解法によるカラー合成写真にも使用できる。相反則不規は1/10000秒から1秒まで補正不要。ただし1/500秒以上の高速シャッターの場合コントラストが低下するので現像時間を多少長くした方が良好な結果が得られる。

## 2415、6415、4415
全て内容はテクニカルパンSO-115と同一。
テクニカルパン2415は135フィルム。ハレーションとフィルムカールを防止するためフィルムベース裏に色素を含むゼラチンでバッキング層が設けられている。現像液で脱色されるため、特に現像処理中に取り除く必要はない。
テクニカルパン6415は120フィルム、テクニカルパン4415は4×5in判フィルムでそれ以外2415との相違点はない。

## 複写
濃縮液体現像液HC-110、1:39希釈または1:79希釈で摂氏20度8分現像で中程度のコントラストの画像が得られる。さらに高コントラストが必要な場合はD19により摂氏20度で8分現像する。増感が必要な場合はコニドールスーパーも使用できる。
その後の処理は摂氏18-21度で停止15-30秒、定着2-4分、水洗5-15分と一般フィルムよりかなり短い。乳剤面が丈夫なので、水洗終了後は水滴防止剤を含ませたスポンジで挟んで水分を拭き取れば約15分で乾燥する。

## 一般写真
軟調に仕上げると135フィルムで従来フィルムの4×5in判なみに細密な普通の階調の写真が撮影できる。ただしこの場合処理が非常に微妙で感度が下がるため、適正ネガを作るためには充分なテストの上で露出を数段変化させて撮影しておくことが必要となる。この場合の標準現像はテクニドールLC。

## 天体写真
前述の通り赤外側に感度が高いため、1980年代中盤に水素増感することで、それまで使用されていたスペクトロスコピック感光材料103aEと同等の感度でありながら比較にならない超微粒子で高鮮鋭度の画像が得られることが分かり、また月面や惑星や星野写真にも素晴らしい結果が得られるため、天体写真の分野でも広く使用されるようになった。
月面写真は一般写真に準ずる。HC-110を使用する場合はコントラストが高くなり過ぎないよう1:79希釈、またはマイクロドールXの1:2希釈または1:3希釈。

## ローライアドバンストテクニカルパンATP1.1
2012年現在マコがローライブランドでローライアドバンストテクニカルパンATP1.1を発売している。ISO32で120フィルムと135フィルムがある。